# Francisco Moreu Sánchez
Francisco Moreu y Sánchez (Motril, provincia de Granada, 4 de febrero de 1833) fue un político español. Fue gobernador civil de Córdoba y Barcelona, diputado a Cortes y senador durante la Primera República y la Restauración borbónica.

## Biografía
Pertenecía a una familia de comerciantes y propietarios originaria de Tosa de Mar (Gerona). Su sobrino, Pedro Moreu de Espinosa, sería alcalde de Motril. Tenía numerosas propiedades en Arjona, Arjonilla y Villanueva de la Reina. Se casó con Matilde Serrano y Serrano, sobrina de Francisco Serrano Domínguez. En 1865 fue destinado a Huesca como oficial de la Administración del Estado, pero tras la Revolución de 1868 fue nombrado gobernador civil de la provincia de Cuenca. A continuación fue gobernador civil de la provincia de Badajoz del 10 de enero al 8 de abril de 1871. En 1872 fue nombrado gobernador civil de la provincia de Córdoba, para luego, el 11 de junio de 1872 ser nombrado gobernador civil de la de Sevilla.
Fue elegido diputado por el Partido Liberal Fusionista, distrito de Martos, en las elecciones generales españolas de 1879. En 1883 fue diputado por el distrito de Motril, sustituyendo al diputado Gaspar Esteva Moreu, elegido en las elecciones generales españolas de 1881. Durante este período fue director general de Beneficencia y Sanidad. Entre septiembre de 1881 y enero de 1883 fue gobernador civil de Barcelona y entre 1894 y 1896 fue gobernador civil de la provincia de Sevilla. De 1898 a 1901 fue senador por la provincia de Granada.